# Vigna delle sanzioni

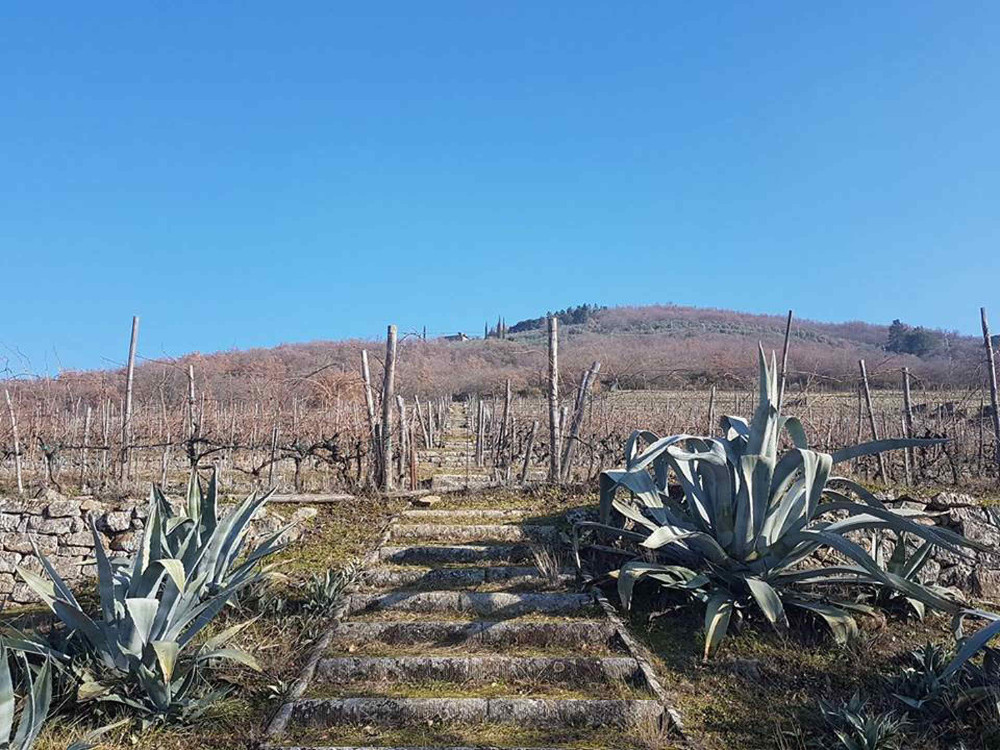
Accesso lungo la Via dei Setteponti

La Vigna delle Sanzioni è un vigneto storico monumentale del primo Novecento. Si tratta di un'opera agraria situata nel comune di Loro Ciuffenna, Arezzo, collocata lungo l'antica strada dei Setteponti, percorso etrusco di grande interesse storico e culturale.
Collocato alle falde del Pratomagno, e sovrastato dalla Pieve di Gropina, costituisce con i suddetti una triade paesaggistica.

## Storia del vigneto
L'appellativo "Sanzioni" deriva dalle misure economiche imposte dalla Società delle Nazioni al Regno d'Italia a partire dal 18 novembre 1935 in risposta all'attacco di Mussolini contro l'Impero d'Etiopia. La questione divenne spinosa, ma, dopo mesi di pressioni internazionali, il 4 luglio 1936 le sanzioni furono revocate, la Società delle Nazioni screditata, e l'Italia fascista esultò.
La Vigna fu voluta dal governo italiano nel 1936 come manifesto di grandezza e riforma nazionale.
Per la sua costruzione fu impiegata la manodopera di più di 100 operai: uomini donne e bambini lavorarono tutti i giorni per due anni, impiegando la mera forza delle braccia, semplici attrezzi in ferro, casse di dinamite, qualche mulo ed alcune vacche di razza chianina; una grande impresa collettiva del primo dopoguerra per trasformare una montagna in una scultura vivente.

Il Vigneto Monumentale, oltre ad essere una testimonianza tangibile del delirio di rivincita, affermazione e megalomania innescato in Italia dalle misure imposte dalla Società delle Nazioni, rappresenta tuttavia, ormai storicamente decontestualizzato, un'impresa eroica di fatica e determinazione.
I fasci littori, ivi presenti scolpiti nella roccia, furono abbattuti e dispersi nel dopoguerra, per spogliare l'opera della sua memoria politica e donarla ai posteri come monumento commemorativo della sfida dell'Uomo alle forze della Natura.

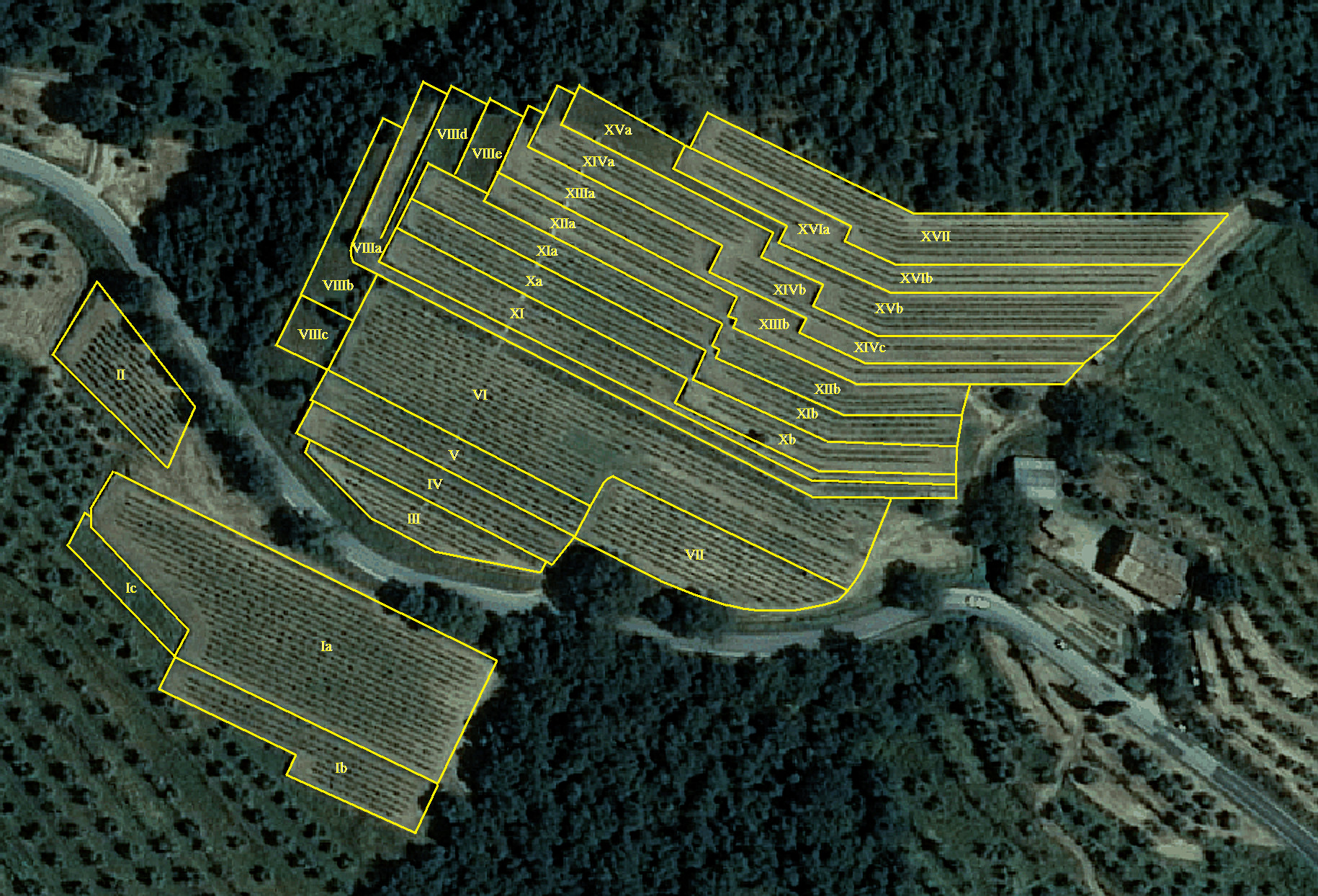
Mappa del Vigneto

## Descrizione
Il monumento si caratterizza per un impianto architettonico costituito da una serie di contrafforti in pietra, ospitanti le piante di vite, che si sovrappongono a schema piramidale fino al culmine della costruzione, una piattaforma panoramica spettacolare raggiungibile tramite una scalinata monumentale che attraversa il vigneto. Chiaramente ascrivibile al Monumentalismo fascista, l'opera ricade nella cerchia del celebre architetto ed urbanista di regime Marcello Piacentini.
Tutta l'opera fu ultimata a partire da affioramenti in situ di pietra arenaria locale: dopo aver eradicato il bosco che copriva l'area, e sbancato la terra necessaria, la pietra venne cavata con aiuto di esplosivi, e poi manualmente sbozzata, scalpellata e posizionata pezzo per pezzo secondo la tecnica del muro a secco.
I contrafforti così costruiti furono poi colmati con la terra degli sbancamenti; sempre manualmente, tramite ceste di vimini.
Lungo i confini del vigneto sono tutt'oggi visitabili tre delle varie cave di estrazione originarie, dove ancora si notano i segni dei minatori sulle pareti esposte della roccia.
Lungo l'asse mediano del Monumento corre un tunnel sotterraneo inclinato, interamente costruito in pietra, dove all'epoca della costruzione venne incanalato un preesistente torrente ai fini di drenaggio del terreno; il condotto è ancora perfettamente funzionante.

## Arca del Germoplasma Viticolo

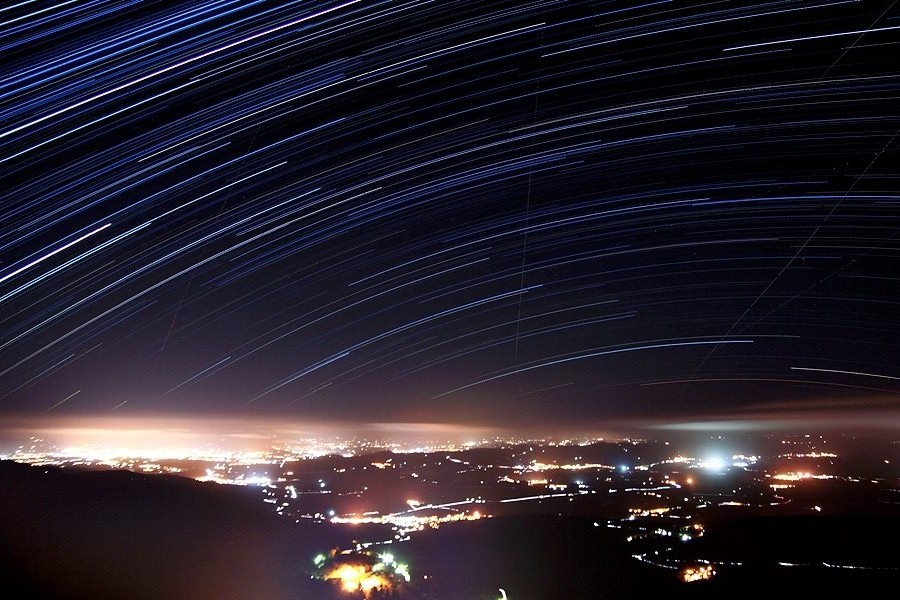
Panorama notturno dall'apice del Vigneto Monumentale

Oltre alle sue uniche caratteristiche architettoniche e demoetnoantropologiche, la Vigna delle Sanzioni costituisce un'arca per la tutela del patrimonio genetico della viticultura toscana.
Nel vigneto sono tuttora presenti viti di primo impianto risalenti al 1936: queste negli anni sono state moltiplicate per rimpiazzare i ceppi che progressivamente andavano a morire, in modo da preservare nella sua organicità l'originario germoplasma.
La Vigna delle Sanzioni è localmente nominata anche "Vigna dei Cent'Anni" per la longevità delle sue piante di vite che qui, per un particolare contesto plurifattuale di assetto microclimatico, di perfetta esposizione ed adattamento progressivo, possono godere di un habitat particolarmente favorevole e prospero.
L'impostazione generale del vigneto è costituita da vitigni prettamente toscani, quali cloni ormai rari di Sangiovese, Canaiolo e Trebbiano, che nei decenni si sono adattati per selezione al microclima del luogo divenendo sostanzialmente degli ecotipi unici.
Si trovano anche relitti di datazione incerta, probabilmente precedente, cloni ormai prossimi all'estinzione, come la Salamanna (uva bianca dal chicco allungato), il Bonamico (vitigno Toscano a bacca rossa di antica origine), il Boggione Nero (vitigno a bacca rossa tipico del Valdarno Superiore, conosciuto anche con i pittoreschi appellativi di "Ingannacane" o "Palle di gatto")
Per le sue peculiarità, la Vigna delle Sanzioni è stata oggetto d'interesse e di studio nel contesto della conservazione, caratterizzazione e valorizzazione del germoplasma viticolo italiano.
La Vigna delle Sanzioni è inserita nell'Elenco Regionale delle Menzioni Vigna con il suo toponimo come "Nome Tradizionale in Uso".

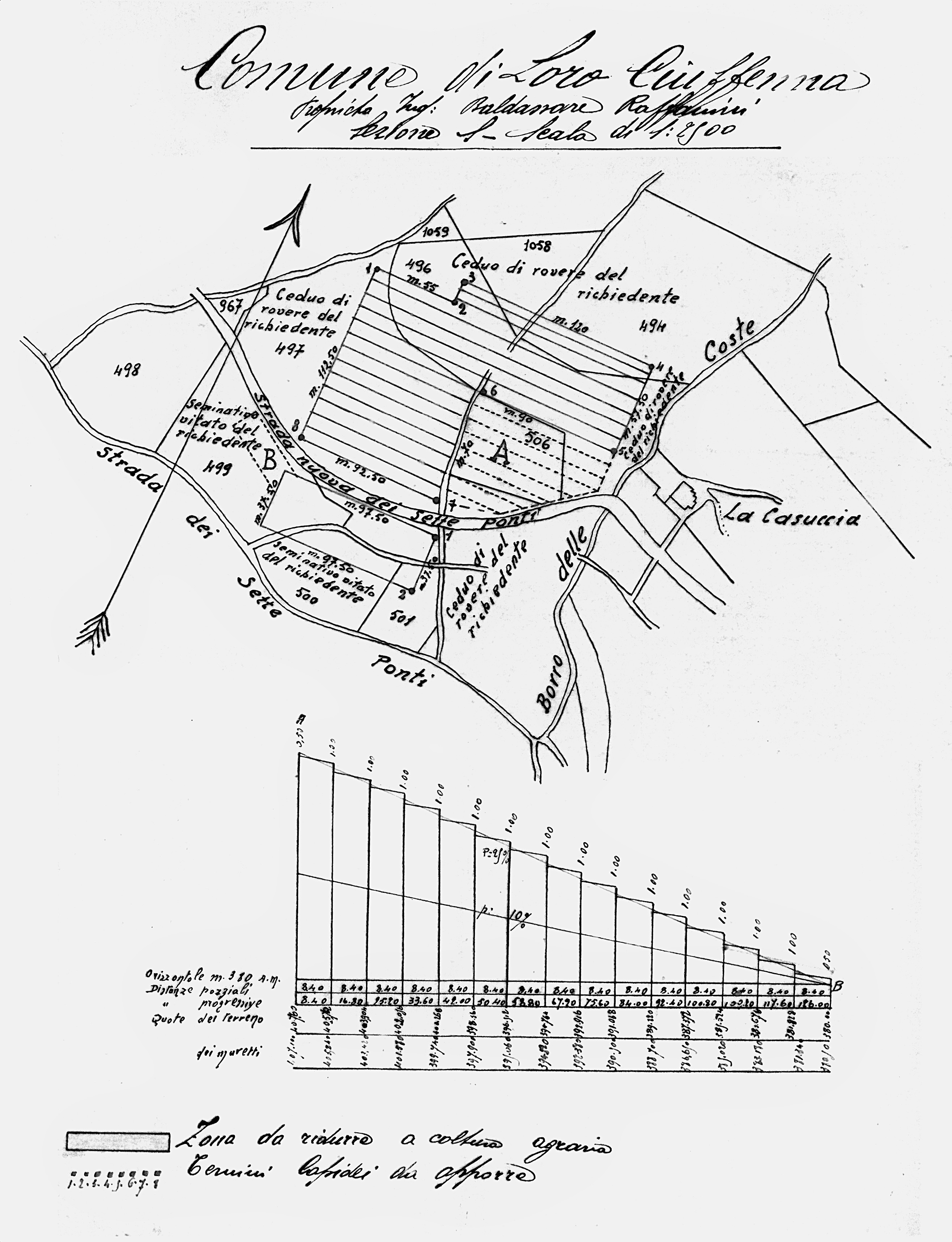
Originale Storico del Progetto dell'Opera